# 진주 동예리 느티나무
진주 동예리 느티나무(晋州 東禮里 느티나무)는 대한민국 경상남도 진주시 금곡면 동예리에 있는 느티나무이다. 1991년 12월 23일 경상남도의 기념물 제108호 진양 동예리 느티나무로 지정되었다가, 2018년 12월 20일 현재의 명칭으로 변경되었다.

## 개요
느티나무는 우리나라를 비롯하여 일본, 대만, 중국 등의 따뜻한 지방에 분포하고 있다. 가지가 사방으로 퍼져 자라서 둥근 형태로 보이며, 꽃은 5월에 피고 열매는 원반모양으로 10월에 익는다. 줄기가 굵고 수명이 길어서 쉼터역할을 하는 정자나무로 이용되거나 마을을 보호하고 지켜주는 당산나무로 보호를 받아왔다.
진양 동예리의 느티나무는 나이가 600년 정도로 추정되며, 높이 20m, 둘레 6.1m이다. 예전에는 마을을 지키는 수호신으로 여겨져서 해마다 정월 대보름에 마을의 평안을 기원하는 제사를 지냈으나 1945년 광복 후 중단되었고, 지금은 마을에 경사가 있을 때만 제사를 지내고 있다.
전해 내려오는 말에 의하면, 동례마을 강안골(현 금곡중학교 뒤편)에서 옮겨 심었다고 하며, 봄에 모든 가지의 잎이 활짝 피면 풍년이 들고 가지별로 시름시름 피면 흉년이 든다고 한다.

## 참고 문헌
- 진주 동예리 느티나무 - 국가유산청 국가유산포털